# Ewarton
Ewarton är en ort i Jamaica.   Den ligger i parishen Parish of Saint Catherine, i den centrala delen av landet, 40 km nordväst om huvudstaden Kingston. Ewarton ligger 226 meter över havet och antalet invånare är 12 797. Den ligger på ön Jamaica.
Terrängen runt Ewarton är huvudsakligen kuperad, men åt sydost är den platt. Runt Ewarton är det tätbefolkat, med 442 invånare per kvadratkilometer. Närmaste större samhälle är Linstead, 7,7 km sydost om Ewarton. Omgivningarna runt Ewarton är en mosaik av jordbruksmark och naturlig växtlighet.